# Bitonto
Bitonto város (közigazgatásilag comune) Olaszország Puglia régiójában, Bari megyében.
Az ősi peucetius település a római uralom idején vált jelentőssé, amikor megépült a várost átszelő, és az apuliai városokat Rómával összekötő Via Traiana. A birodalom bukása után osztozott a többi déli település sorsában, előbb gót, majd bizánci, szaracén és longobárd fennhatóság alá került. A 11. században a normannok meghódították Dél-Itáliát, így Bitontót is. Fennhatóságuk alatt élte egyik virágkorát, ekkor épült fel a hatalmas katedrális, amelyet az apuliai romanika egyik legszebb építményének tartanak, és amely a Bari főegyházmegyével Bari-Bitontói főegyházmegye néven egyesített Bitontói egyházmegye főtemploma volt. 1734-ben a város mellett zajlott le a lengyel örökösödési háború egyik legjelentősebb csatája, amelynek eredményeként a Bourbonok – legyőzve az osztrák csapatokat – megszilárdították hatalmukat a Nápolyi Királyságban. Kikötőjét (Santo Spirito) 1928-ban a szomszédos Barihoz csatolták. A 12. századtól kezdődően jelentős olívaolaj-készítő központ lett, termékeit velencei közvetítéssel juttatta el Európa más vidékeire. Ezt a jelentőségét napjainkban is megőrizte, egyike Olaszország vezető olajtermelő városainak.

## Fekvése
Bitonto Baritól nyugatra fekszik, a Murgia-fennsíkon. Északon Giovinazzo, keleten Bari, Modugno és Palo del Colle határolja, délen Altamura, Toritto és Binetto, nyugaton pedig Terlizzi és Ruvo di Puglia. 1928-ig kijárata volt az Adriai-tengerre, ekkor a Santo Spirito nevű frazionéját Barival egyesítették. A település központja a Murgia első teraszán fekszik, 118 méter magasságban. A terület északkeleti irányban, azaz Bari és az Adriai-tenger irányába lejt. A község területének déli részén lévő dombvidék eléri a 491 méteres magasságot. A községhez tartozik az Alta Murgia Nemzeti Park egy része, valamint a Lama Balice Regionális Park (a helyiek La Majin néven említik). A történelmi városközpont déli oldalát a Balice (régebben Tiflis) patak völgye határolja.

## Geológiája
Geológiai szempontból tekintve Bitonto területe átmenetet képez Bari tengerparti síksága és a Murgia dombos vidéke között. A pugliai tengerpartot a pleisztocénben és a holocénben lerakódott tengeri üledékrétegek alkotják, míg a Murgiát a krétában keletkezett, majd később, az Appenninek orogenezise során kiemelkedett mészkő- és dolomitrétegek. A vidék felépítése miatt karsztformák által tagolt (szurdokvölgyek, dolinák, víznyelők stb.).

## Éghajlata
A városnak jellegzetes mediterrán éghajlata van, hosszú és meleg nyarakkal, valamint enyhe telekkel, kevés csapadékkal. A város mikroklímáját befolyásolják az Adriai-tenger felől érkező szelek is. A Köppen-féle éghajlatosztályozási rendszerben a C osztályba tartozik.
| Hónap                                | Jan. | Feb. | Már. | Ápr. | Máj. | Jún. | Júl. | Aug. | Szep. | Okt. | Nov. | Dec. | Év   |
| ------------------------------------ | ---- | ---- | ---- | ---- | ---- | ---- | ---- | ---- | ----- | ---- | ---- | ---- | ---- |
| Átlagos max. hőmérséklet (°C)        | 12,0 | 13,0 | 15,0 | 18,0 | 22,0 | 26,0 | 28,0 | 28,0 | 25,0  | 21,0 | 17,0 | 14,0 | 20,0 |
| Átlagos min. hőmérséklet (°C)        | 5,0  | 5,0  | 7,0  | 9,0  | 13,0 | 17,0 | 19,0 | 19,0 | 17,0  | 13,0 | 9,0  | 6,0  | 11,6 |
| Átl. csapadékmennyiség (mm)          | 51   | 57   | 52   | 47   | 37   | 32   | 27   | 39   | 62    | 65   | 54   | 63   | 586  |
| Forrás: Bitonto meteorológiai adatai |      |      |      |      |      |      |      |      |       |      |      |      |      |

## Történelme

### A város alapításától a római uralom végéig
A hagyományok szerint Bitontót egy Botonus nevű illír vezér alapította. Az első, állandó településre utaló nyomok a neolitikumból származnak. A város közelében egy vaskori nekropoliszt tártak fel a régészek, s arra a következtetésre jutottak, hogy ekkor a vidék egyik jelentős települése, a Bari környéki síkság központja volt. A város környéki karsztbarlangokban talált régészeti leletek arra engednek következtetni, hogy Bitonto egy külön népcsoport központja lehetett, az ókori források által ager butuntinusnak nevezett terület lakói. Részletes kutatások hiányában ez a hipotézis még nem nyert bizonyítást.
A város nevének eredetét illetően csak feltételezések léteznek, de a történészek abban egyetértenek, hogy latin vagy ógörög eredetű. Egyes történészek az illír alapításra vezetik vissza a város nevét, míg mások a Botuntum és Butuntum ókori névváltozatokat a bonum totum szószerkezetre vezetik vissza, aminek jelentése a vidék gazdagságára utal. Más tanulmányok abból indulnak ki, hogy a város nevének előtagja, a bot ógörögül olyan vidéket jelöl, ahol feltör a víz (forrás). Az utótag pedig várost jelöl, akárcsak Apulia más ókori települései (Tarentum, Sipontum, Metapontum) esetében is, tehát a név jelentése város, amely alatt forrás tör fel. Egy harmadik hipotézis szerint a város görög neve (Bütontinon) azt jelentené, hogy Botonus népe, utalva ezáltal az illír alapítás hagyományára.
Butuntum a peucetiusok egyik jelentős központja volt, majd Magna Graecia létrejöttével Spárta egyik gyarmatává lett, és szoros összeköttetésben állt Tarentummal. Erre i. e. 5. századból származó pénzérmék engednek következtetni, amelyeken a neves tarentumi hős, Phalantosz arcképe látható. Más pénzérméken pedig a város görög neve van feltüntetve: Bütontinon. A város ekkor már a vidék egyik jelentős gazdasági központja volt.
I. e. 3. században került római fennhatóság alá. A köztársaság korában municípiummá vált. Pallasz Athéné kultusza már a római hódítások előtt jelentős volt; az istennő temploma az egykori akropoliszon állt, a mai San Pietro in Vincoli-templom helyén. Tisztelete a római időkben is megmaradt. A hagyományok szerint ő ajándékozta az első olajfát a városnak. Ennek a hagyománynak nagy jelentősége van, hiszen később, a 12. századtól kezdődően Dél-Itália egyik legjelentősebb olívaolaj-termelő központja lett, és ez a címerben is megmutatkozik: két oroszlán egy olajfát tart.
A rómaiak idején a Via Traiana révén, amely áthaladt a városon, élénken részt vett a birodalom kereskedelmi életében. Az út itt vált ketté, északi irányban Barium irányába haladt tovább, kelet felé pedig Celiae, Rudiae és Norba irányába. Jelentőségét az is mutatja, hogy a kor legnevesebb történetírói is megemlítették (idősebb Plinius, Sextus Julius Frontinus, Martialis stb.), sőt a neves Tabula Peutingeriana térképen is feltüntették.

### A város történelme a középkorban

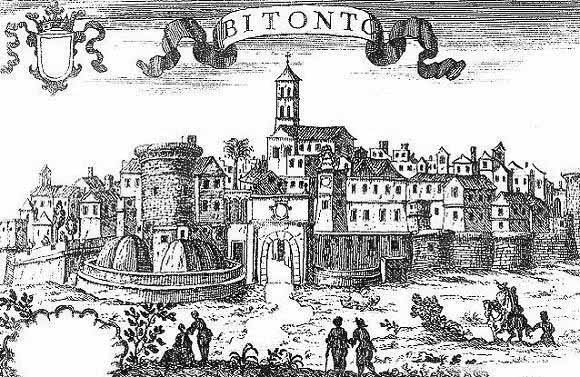
Bitonto látképe egy középkori grafikán

A Nyugatrómai Birodalom bukása után, akárcsak Apulia nagy része, Bitonto is gót, majd bizánci fennhatóság alá került, és folyamatos fenyegetettségnek volt kitéve a partok mentén portyázó szaracénok miatt. Az 5–6. században épült fel első temploma, a mai katedrális helyén. A város továbbra is fontos közlekedési csomópont maradt. 730-ban a longobárdok foglalták el, majd a 9. század közepén a szomszédos Barival együtt szaracén fennhatóság alá került. 871-ben, a Bari Emírség felszámolásával, rövid ideig a longobárdok vették át ismét az uralmat a város felett, majd 875-ben ismét a bizánciak. 1009-ben Melus (Meles Barensis) vezetésével Bariban vallási és főként gazdasági okok miatt felkelés tört ki a bizánci hatalom ellen, amely átterjedt Bitontóra is. A felkelést, úgy Bariban mint Bitontóban, Baszileiosz Argürosz Meszardonitész csapatai verték le. A bizánci katapán Bitontóban halt meg 1017-ben. A folyamatos szaracén támadások miatt elrendelték a város falainak felépítését.
A 11. század első felében a normannok megszilárdították hatalmukat Dél-Itáliában, így Apuliában is. A terület normann fennhatóság alatt élte egyik virágkorát. Ekkor telepedtek le a városban a bencés szerzetesek és ekkor kezdték el építeni a katedrálist. 1089-ből származik az első okirat, amely a bitontói püspökséget említi. A bencések a város falain kívül felépítették a San Leone-apátságot (Szent Leó), és a korszerű mezőgazdasági módszerek meghonosításával fellendítették a város gazdasági életét. Az évente, április 6-án megrendezett San Leone vásár eredete a 11. század közepére tehető, és a 14. századra a vidék egyik legjelentősebb állatvásárává nőtte ki magát, még Giovanni Boccaccio is említést tett róla a Dekameronban. 1098-ban Bitonto grófi székhely lett.
II. Frigyes civitas specialisnak nyilvánította, és egy rövid időszakot kivéve (1412–1551 között) közvetlenül a szicíliai (majd nápolyi) korona fennhatósága alá tartozott. 1227. szeptember 29-én Bitontóban közösítette ki IX. Gergely pápa a császárt, mivel az kapcsolatokat ápolt al-Kámil szultánnal.
Bitonto a 12. századtól kezdődően szoros kapcsolatokat ápolt Velencével, és a vidék egyik legjelentősebb olajtermelő központja lett. A megtermelt olajat a velencei kereskedők révén juttatta el Európa más vidékeire. A 13. század elején többször is összetűzésbe került Barival a Santo Spirito kikötő birtoklását illetően. 1265-ben ugyan meghúzták a határt Palese (Bari egyik peremkerülete) és Santo Spirito között, de a konfliktus a további évszázadok során továbbra is fennállt. Az Anjouk trónra kerülésével a Nápolyi Királyságban a városban új nemesi családok telepedtek le, és ellenőrzésük alá vonták a kereskedelmet. Ezek közül a legjelentősebb a ravellói Rogadeo család volt. Ugyancsak az Anjouk uralkodása idején erősítették meg a városfalakat, amelyek nagy része napjainkban is áll. A 14. században Bitonto a Terra di Bari második legnépesebb városa volt Barletta mögött. 1412-ben Giacomo Caldora, Bari hercege szerezte meg, majd 1441-ben I. Alfonz hadvezérének, Giovanni da Ventimigliának a birtoka lett. Később az Orsini, majd az Acquaviva család birtoka lett. A spanyol uralom kezdetével a Nápolyi Királyságban V. Károly király Bitontót Consalvo di Cordovának, a királyság konkvisztádorának ajándékozta.

### A város története napjainkig

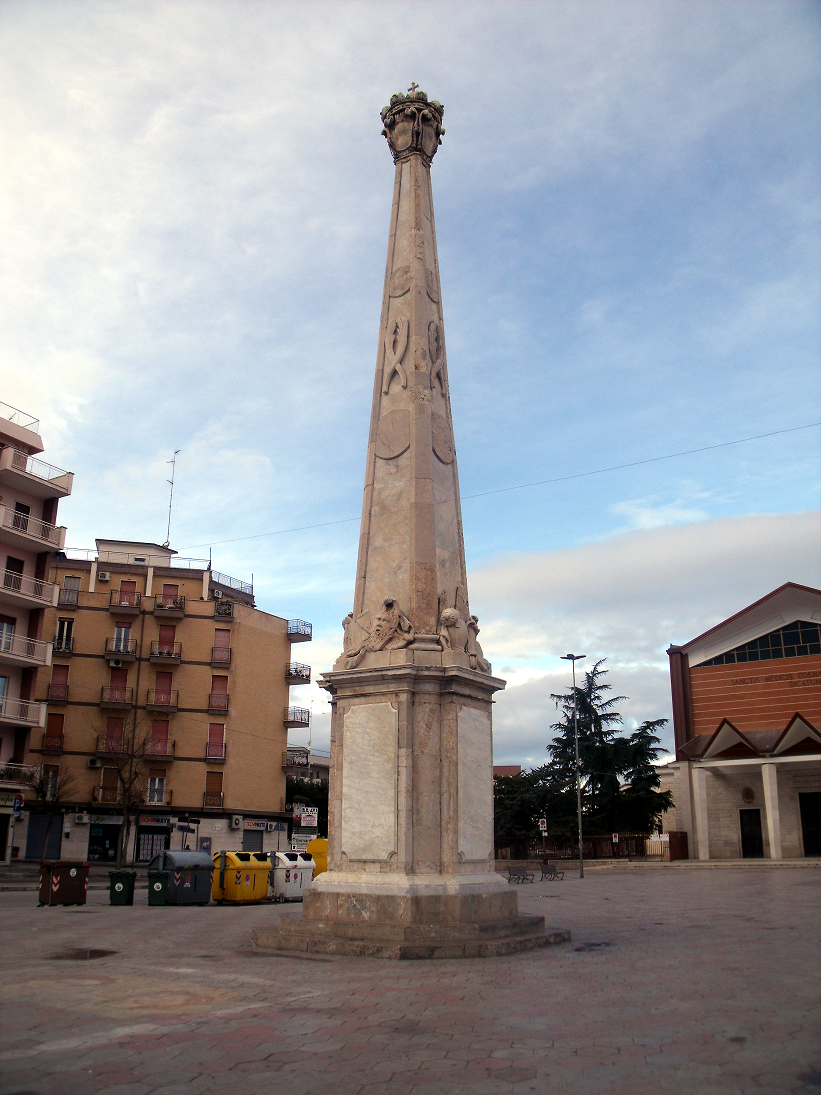
Az 1734-es bitontói csata emlékére emelt obeliszk

1551. május 27-én a város 86 000 aranydukátért visszavásárolta függetlenségét. A nápolyi spanyol alkirály 1565-ben adta vissza a város polgári jogait. A Santo Spirito kikötőért folytatott vita tovább tartott, mígnem Sforza Bona, bari hercegnő 1527-ben vegyes használatú zónának nyilvánította a Modugno és a tenger közötti területet, így a kikötőt is. A város jelentősége tovább nőtt, és a 17. században Lecce mögött Apulia második legnagyobb városa volt és újabb virágkorát élte. Ekkor élt és alkotott a városban Carlo Rosa festőművész, a zenész Tommaso Traetta, a matematikus Vitale Giordano és a színész-énekes Nicola Bonifacio Logroscino.
A város 1731-ben szinte épen megmenekült egy földrengés pusztításaitól, amely a vidéket sújtotta. A hagyományok szerint a csodával határos menekülés a Szeplőtelen Szűz Máriának volt köszönhető, és ebből az időszakból származik tisztelete. Egy másik csodát is tulajdonítanak neki, mégpedig a lengyel örökösödési háború egyik meghatározó csatájában elért sikert, amely 1734. május 26-án zajlott le a város mellett az osztrák csapatok és III. Károly spanyol király hadserege között. Bitonto a Bari alá vonuló osztrák seregeket támogatta a háborúban. Amikor a spanyol hadsereg megérkezett, Montemar tábornok úgy döntött, hogy felégeti az ellenséggel szövetkező várost, ám a legendák szerint megjelent előtte Szűz Mária és visszavonulást parancsolt neki fiainak városa alól. A bitontói csatában végül a spanyolok győztek, és ezáltal a Bourbonok megszerezték a hatalmat a Nápolyi Királyságban. A csata emlékére a város határában egy obeliszket emeltek (Obelisco Carolino).
A város az Olasz Királyság kihirdetéséig közvetlenül a koronához tartozott, és csak azt követően, 1861-ben vált önálló községgé. A risorgimento idején Giuseppe Garibaldi a bitontói Giovanni Vincenzo Rogadeót nevezte ki Puglia első kormányzójává, aki később, 1870–1875 között a város polgármestere lett. Hivatali ideje alatt erősítette meg az olívaolaj-ipart, kulturális intézményeket alapított és létrehozott egy festészeti iskolát. A város gazdasági életében jelentős előrelépést jelentett, amikor egy belgiumi cég 1883-ban megnyitotta a vasútvonalat Bari és Barletta között, érintve Bitontót is.
Az egyesült olasz állam létrehozását követően a déli városok gazdasága hanyatlásnak indult, és nem tudta felvenni a versenyt a nagy északi központokkal. Ez magas munkanélküliséget, szegénységet és kivándorlást jelentett. A régió jelentős központjává Bari lépett elő, Bitonto szerepe jelentősen lecsökkent a két város közelsége miatt. 1928. október 28-án elcsatolták és Barihoz kapcsolták Bitonto kikötőjét, a Santo Spiritót, ezzel véget vetve a 13. század óta dúló vitának a két város között. Az 1950-es évek óta a város gazdasága jelentős változásokon esett át, de továbbra is mezőgazdasági jellegű település maradt, erős tercier szektorral.

## Népessége
A város lakossága 2009. január 1-jén 56 323 fő volt, ebből 27 715 férfi és 28 608 nő.
A lakosság kor szerinti megoszlása:
- 0–14 év között: 9391 fő (ebből 4888 férfi, 4503 nő),
- 15–64 év között: 39 258 fő (ebből 19 486 férfi, 19 772 nő),
- 65 év felett: 7674 fő (ebből 3341 férfi, 4333 nő).

A népesség számának alakulása:
2007. december 31-én a városban 819 bevándorlót tartottak számon. A legtöbben a következő országokból érkeztek:
| - Albánia: 227 fő | - Tunézia: 132 fő | - Románia: 127 fő |

### Vallási élet
Bitonto lakosságának túlnyomó része római katolikus keresztény. A városban található a Bari-bitontói Főegyházmegye egyik központja, amelyhez 21 község 125 plébániája tartozik. A bari érsek egyben a Bari Egyháztartomány metropolitája is. Az egyháztartománynak további négy egyházmegye van alárendelve: az Altamura-Gravina-Acquaviva delle Fonti Egyházmegye, az Andriai Egyházmegye, a Conversano-Monopoli Egyházmegye és a Molfetta-Ruvo-Giovinazzo-Terlizzi Egyházmegye. Az érsekség területére eső összlakosság 98,80%-a római katolikus. Bitonto védőszentje Szeplőtelen Szűz Mária, ünnepét május 26-án tartják.

## Nevezetességei

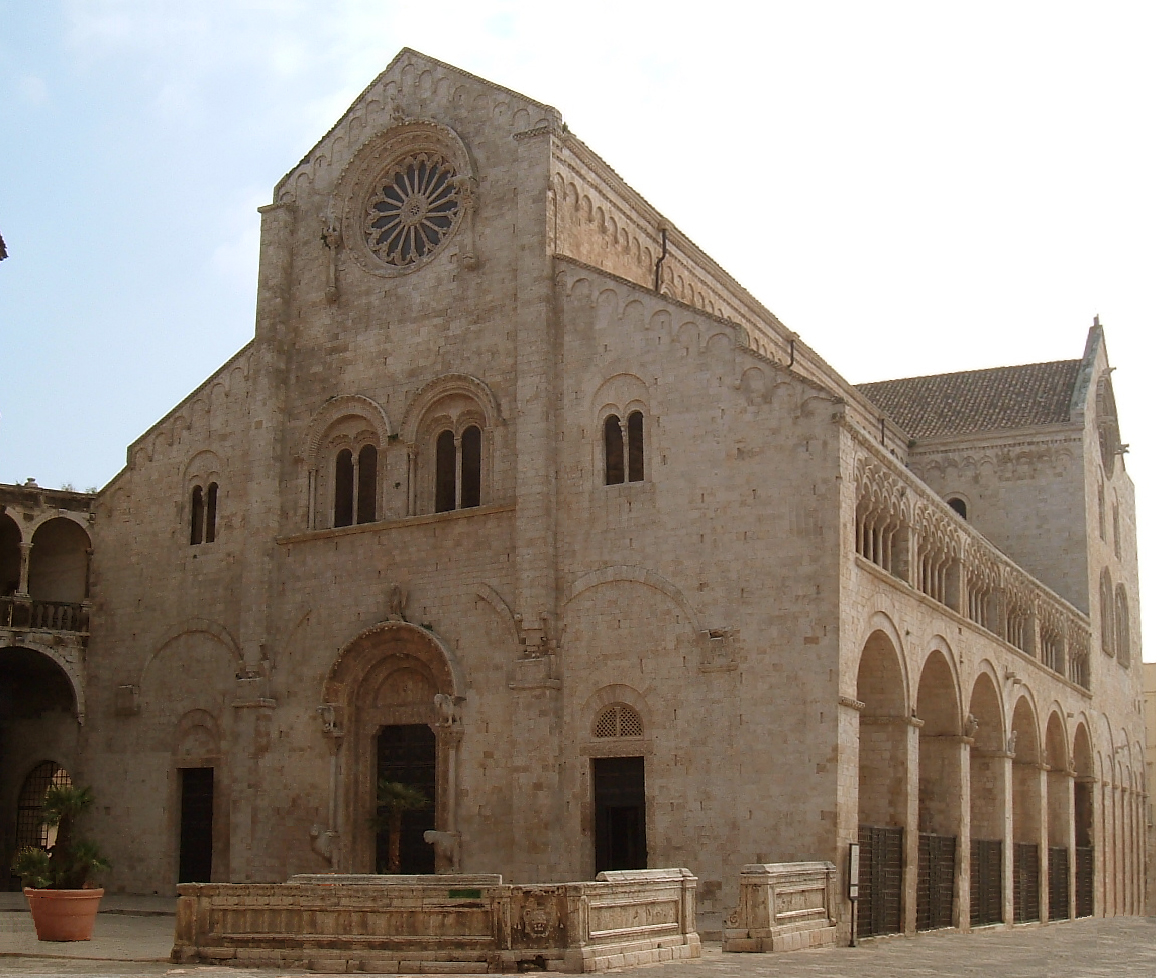
A bitontói katedrális

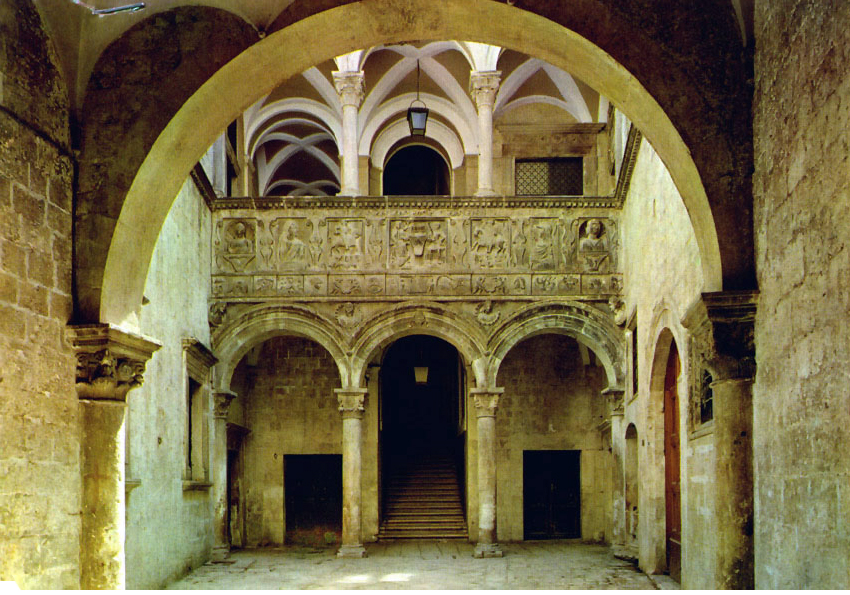
Palazzo Sylos-Vulpano

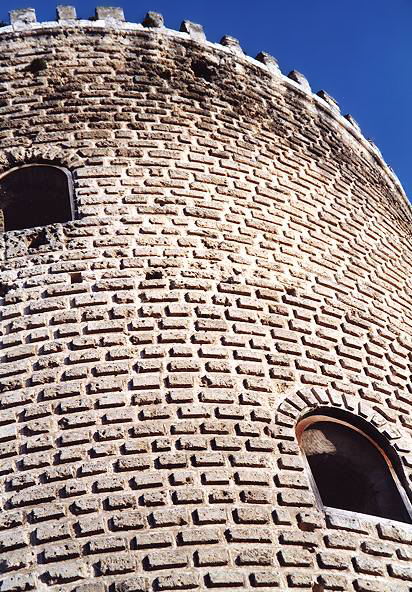
Az Anjou-bástya

### Városkép
A középkori városmag a terep morfológiai adottságait követve szabálytalan lefutású ellipszis alakú. A normann fennhatóság alatt épített városfalak és a hozzátartozó bástyák egy része még áll. Öt kapuja volt. A város az ókori római Via Traiana mentén feküdt, amely nyugati irányból, Ruvo di Puglia felől, a Porta Robustina nevű városkapun át érkezett a városba. A város utcahálózata labirintus-szerű, és a terepviszonyok miatt sok benne a lépcsősor. A városkép érdekességei az utcák felett átívelő, vallási motívumokat ábrázoló festményekkel díszített ívek. Az épületek kis udvarok körül tömörülnek. A legrégebbi építmények a kora középkorból származnak, a legújabbak a 17. századból. Az egyik legrégebbi épület a katedrális, amelyik az óváros főútja, a Via Porta Robusta egyik kiszélesedő részén áll, a másik a város északi részében, a Piazza Cavouron álló Torrione Angioino (Anjou-torony). A város a 19. század elején lépte át a városfalakat és kezdett el terjeszkedni, először keleti irányban, a mai Via Tomaso Traetta mentén. Az újonnan kialakult negyedet patinás 19. századi paloták díszítik. A város északi része a Bari–Bitonto vasútvonal megépítésével fejlődött ki, ugyanis itt található a vasútállomás. Ez napjainkban is a város ipari negyedének számít. A nyugati városrészek a 19. század második felében alakultak ki, jellegtelen épületekkel. A mai város központja az óváros északkeleti részén kialakult Piazza Aldo Moro, ahol a várost érintő legfőbb útvonalak találkoznak. A város érdekessége, hogy itt épült ki Európa egyik első csatornahálózata, megelőzve Párizsét és Nápolyét. Az építkezést 1512-ben kezdték el, és a 17. század elejéig tartott.
A székesegyház a román kori építészet egyik legszebb példája, az úgynevezett apuliai romanika egyik kiemelkedő alkotása, amelyre a klasszikus, Európa északi területein jellemző román kori stíluselemek elegyednek a bizánci és arab behatásokkal. Otranto, Molfetta, Troia és Bari katedrálisaival együtt szerepel azon helyszínek között, amelyeket világörökségnek javasolnak.
A város fő látnivalói a középkori óvárosban találhatók:
- San Valentino-katedrális
- San Francesco della Scarpa-templom
- San Gaetano-templom
- Santissimo Crocifisso-templom
- Santa Maria del Popolo-templom
- Palazzo Sylos-Vulpano
- Palazzo Sylos-Calò
- Palazzo De Ferraris-Regna
- Palazzo De Lerma

A középkori városközponton kívüli főbb látnivalók:
- San Leone-apátság – Az apátságot 1148-ban alapították bencés szerzetesek. 1197-től kezdődően vásárközpont lett, amely az évszázadok során a vidék egyik legjelentősebb vásárává nőtte ki magát. A kolostor 1524-ben épült fel reneszánsz stílusban. 1809-ben zárták be, amikor a nápolyi király, Joachim Murat megvonta a támogatást a szerzetesrendtől. 1810-ben egy részét elbontották, mivel területén áthaladt egy út. A 20. század első felében részlegesen restaurálták.
- Santi Medici-bazilika – 1960-ban építették Szent Kozma és Damján tiszteletére. 1975-ben II. János Pál pápa kis bazilikai rangra emelte, és itt helyezték el a szentek ereklyéit, amelyek a 16. századtól kezdődően Bitontóval voltak.

### Középkori városfalak
Az egykori városi védművek legimpozánsabb építménye a Torrione angioiono, azaz az Anjou-bástya. A 24 méter magas, három emeletes, henger alakú bástyát a 14. században építették, egyike volt a várost körülvevő huszonnyolc bástyának. Első említése 1399-ből származik, Durazzói Margit nápolyi királyné levelezéséből. Az utóbbi évtizedekben végzett restaurálási munkálatok során helyreállították a körülötte lévő vizesárkot is. Az egykori városfalak elsősorban a történelmi városközpont délkeleti részén maradtak fenn. A normann időkből származó falakon át öt kapu biztosította a közlekedést. A nyugati oldalon a Porta Pendile, az északi oldalon a Porta Nova, az északnyugati oldalon a Porta Robustina (neve onnan származik, hogy innen indult az út Robusta, azaz Ruvo felé), a déli oldalon a Porta la Maja, az északkeleti oldalon pedig a Porta Baresana (innen indult a Bari felé vezető út). Az öt kapu közül mindössze az utóbbi kettő maradt fenn. A Porta la Maja másik neve az ívét díszítő Madonna-domborműnek köszönhetően Porta del Carmine.

### Természeti látnivalók
Bitonto két természetvédelmi területre terjed ki. Az Alta Murgia Nemzeti Park, amelynek célja a Murgia változatos állat- és növényvilágának, valamint a jellegzetes geomorfológiai adottság megőrzése, a község déli részének 1959 hektárjára terjed ki. Itt él az Európai Unió legnagyobb egyedszámú fehérkarmú vércse populációja.
Az 1980-ban létrehozott, majd 2007-ben természetvédelmi területté nyilvánított Lama Balice Regionális Park Bitonto és a szomszédos Bari területére terjed ki. Az 504 hektár kiterjedésű parkot a Balice nevű vízfolyás völgyében alakították ki. A lama a pugliai karsztfelszínekbe, a vízfolyások által bevágott enyhe lejtőjű völgyek helyi megnevezése. A parkban változatos madárpopuláció él.

## Kultúra

### Oktatás
A városban öt általános iskola, három gimnázium, két műszaki középiskola és két szakiskola működik. Felsőoktatási intézmény nincs a városban. A város könyvtára az 1966-ban alapított, több mint 60 000 kötettel rendelkező Biblioteca civica Eustachio Rogadeo.

### Múzeumok
A városban az alábbi múzeumok működnek:
- Girolamo és Rosaria Devanna Modern Művészeti Nemzeti Galéria (Galleria nazionale di arte moderna „Girolamo e Rosaria Devanna”) – Puglia első modern művészeti nemzeti galériája. A műalkotások nagy része a bitontói műkereskedők, Girolamo és Rosaria Devanna gyűjteményéből származnak. Ezek között 16–20. századi olasz festők művei találhatók. A múzeumban, amelyet a Palazzo Sylos-Calòban rendeztek be, jelenleg 166 festmény van kiállítva.[46]
- „Monsignor Aurelio Marena” Egyházmegyei Gyűjtemény (Museo Diocesano Monsignor „Aurelio Marena”) – Az 1969–1970-ben alapított kiállítás az egyházi műkincsek mellett 16–19. századi pugliai festők munkáit is bemutatja, de van egy ókori és középkori pénzérmékből álló gyűjteménye is. A kegytárgyak közül figyelemre méltó egy 12. századi fakereszt.[47]
- „De Palo-Ungaro” Régészeti Múzeum (Museo archeologico „De Palo-Ungaro”) – A múzeum gyűjteménye a város területén végzett régészeti kutatások leleteit mutatja be a peucetius időktől kezdve (i. e. 4–3. század) valamint a Via Traiana mentén feltárt nekropoliszok kincseit (kerámiák, ékszerek, vaseszközök).[48]
- „Eustachio Rogadeo” Várostörténeti Múzeum (Museo civico „Eustachio Rogadeo”) – 1962-ben nyitották meg a 16. századi Palazzo Rogadeóban. A gyűjtemény görög és római kerámiákat és egyéb régészeti leleteket vonultat fel, valamint 13–18. századi festményeket és szobrokat.[49]

### Színház
A város színháza Tommaso Traetta nevét viseli (Teatro Comunale di Bitonto vagy Teatro Traetta). A történelmi városközpont szélén épült színházat 1838-ban nyitották meg. 1950-ig színházként működött, majd mozivá alakították át. 1972-ben leromlott állapota miatt bezárták, felújítására 1998–2002 között került sor. 2005. április 16-án nyitották meg ismét.

### Hagyományok
A város életének egyik legfontosabb napja minden évben Szent Kozma és Damján ünnepe. A hagyomány a 9. századra nyúlik vissza, amikor a városba kerültek a szentek ereklyéi. A többnapos ünnepségsorozat szeptember 26-án kezdődik, tetőpontja egy körmenet, amelyben a szentek szobrait körbeviszik az óváros utcácskáin. Az ünnepségek végén bemutatják a szentek ereklyéi az imádkozó híveknek, a misét követően pedig tűzijátékot és utcai vásárt rendeznek.
Másik jelentős hagyomány Bitontóban a Szent Hét (virágvasárnaptól nagyszombatig), amikor a város védőszentje, a Szeplőtelen Szűz előtt tisztelegnek. Ilyenkor gyertyakoszorút vonnak a katedrálisban a szent szobra köré, majd áldozócsütörtökön a szoborral megkerülik a katedrálist és bejárják az óváros fontosabb utcáit. Ugyancsak aznap késő este a Pugatorio-templomból kihozzák a virágkoszorúval díszített ereklyetartót, amely Jézus keresztjének darabjait tartalmazza. Nagypénteken, az ünnepségek befejezéseként egy újabb körmenetet tartanak, amely során a város nyolc jelentősebb templomának szent szobrait viszik körbe a városon.

### Helyi média
| Bitontóban kiadott újságok                                              | Rádió       | Internetes portálok        |
| ----------------------------------------------------------------------- | ----------- | -------------------------- |
| - Primo piano - Da Bitonto - Bitonto (a Gazzetta di Bari helyi kiadása) | - Radio One | - BitontoTV - Bitonto Live |

## Gasztronómia
Tipikus bitontói előétel a re strascenéute che re ciòime de reupe (orechiette tészta répalevelekkel helyi dialektusban), valamint a paste e faséule (cavatelli tészta babbal szintén helyi dialektusban). A főételek közül tipikus bitontói fogás a re vambasciùle, olívaolajjal és sóval elkészített apró hagymák. A desszertek közül a la colva helyi specialitás, amelyet puhított búzából, gránátalmából és szőlőből készítenek csokoládébevonattal. Karácsonyi édesség a re carteddéute, valamint a re calzengèddre sütemények, olajban sütött tésztafélék fügével és borral vagy narancslével elkészítve. Húsvéti desszert a re scarcédde, amely egy csokoládés péksütemény. A bitontói konyhára nagy hatással van a szomszédos Bari konyhaművészete, ezért itt is elterjedt a burgonyás focaccia, valamint a bocconotto ricottával töltve.

## Sport
A városban működő labdarúgó-egyesületek a Libertas Bitonto és az Unione Sportiva Bitonto. Az előző a regionális (pugliai) bajnokságban játszik, míg az utóbbi az olasz bajnokság negyedik osztályában (Serie D). Az újonnan alapított A.S.D. Omnia Bitonto labdarúgócsapat szintén a regionális bajnokságban játszik.
A Volley Ball Bitonto női röplabdacsapat az országos harmadosztályban játszik, míg a kosárlabdázók, a Sporting Club Bitonto, az országos negyedik osztályban. A városban továbbá tenisz-egyesület működik, valamint atlétikai, kerékpáros, görkorcsolya, fallabda és úszó egyesületek is vannak. A városban rendezett versenyeknek a multifunkcionális sportpalota, valamint a Nicola Rossiello sportpálya ad otthont. Bitonto 2010-ben először volt a Giro d’Italia kerékpáros verseny egyik állomása.

## Gazdaság
A város gazdaságának (a 2000-es évek elején) meghatározó szektora évszázadok óta a mezőgazdaság, különösképpen az olívaolaj-készítés. Az itt készült olaj jellegzetessége az alacsony savtartalom (0,21%). A város területén közel ötszáz, egyesületbe tömörülő magánvállalkozás foglalkozik az olaj előállításával, és Bitonto egyike Olaszország legnagyobb termelőinek. Tagja az olaszországi olajtermelő városok egyesületének (Associazione Nazionale Città dell'Olio). Emellett jelentős még a gyümölcstermesztés (mandula, körte, füge stb.), kevésbé jelentős a gabonatermesztés (különösen Mariotto frazione területén). Borászattal is foglalkoznak, a helyi borféleségek a zagarello és a San Barbato. Az ipar kevésbé fejlett, elsősorban könnyűipari vállalatok telepedtek meg a városban: bútorgyártás, textilipar és élelmiszeripar.
A turisztikai szektorban jelentős növekedés mutatkozik, és ebben a tekintetben Bari megye legdinamikusabban fejlődő települése. Elsősorban a kulturális örökség értékesítésére alapoznak, és ennek jegyében számos helyi épületet felújítottak. A város fő látványossága azonban továbbra is román stílusú katedrálisa.

## Közlekedés
Bitontót érinti az A14-es, Bolognát Tarantóval összekötő autópálya (Autostrada Adriatica). Nápoly felől az A16-os autópályán közelíthető meg, amely a szomszédos Canosa di Pugliában ér véget. A tengerparti Giovinazzóval az SP88-as, Barival és Modugnóval az SP 231-es út köti össze. Déli irányban, a Murgia településeivel az SP119-es megyei út biztosít összeköttetést, amely aztán Palo del Colle mellett a Barit Altamurával összekötő SS96-os főútba torkollik. Nyugati irányból, Ruvo di Puglia felől az SP231-es megyei úton közelíthető meg. A városban közösségi közlekedés nincs, a szomszédos településekkel a STP Bari és a Cotrap autóbusz-társaságok révén van összeköttetés.
A Bitontót érintő vasútvonalat a Ferrotramviaria–Ferrovie del Nord Barese magánvasút-társaság üzemelteti. Rendszeres járatok kötik össze Barival és Barlettával (Andrián keresztül). A városban két vasútállomás található, a központi az óvárostól északnyugatra, valamint a 2010-ben megnyílt Santi Medici állomás a város északkeleti részén.
A városnak kikötője nincs. A legközelebbi repülőtér a Bari-Palese.

## Híres bitontóiak
| - Carlo Rosa (1613–1678) festőművész - Francesco Antonio Altobello (1637–1695?) festőművész - Nicola Gliri (1631–1680) festőművész - Vitale Giordano (1666–1711) matematikus - Nicola Bonifacio Logroscino (1698–1765) zeneszerző - Gaetano Caffarelli (1710–1783) zeneszerző - Tommaso Traetta (1727–1779) zeneszerző, dramaturg - Luigi Castellucci (1797–1877) építész - Giovanni Vincenzo Rogadeo (1834–1899) politikus - Pasquale Panisco (1851–1891) zeneszerző | - Gennaro Somma (1853–1938) festőművész - Pasquale La Rotella (1880–1963) zeneszerző - Francesco Speranza (1902–1984) festőművész - Michele Genovese (1907–1980) színész-komikus - Paolo Sylos Labini (1920–2005) közgazdász - Cristoforo Palmieri (1939) püspök - Michele Mirabella (1943) műsorvezető - Mimmo Mancini (1960) színész - Bianca Guaccero (1981) színész |

## Testvérvárosai
- Banja Luka, Bosznia-Hercegovina[73]